# 다마모노마에

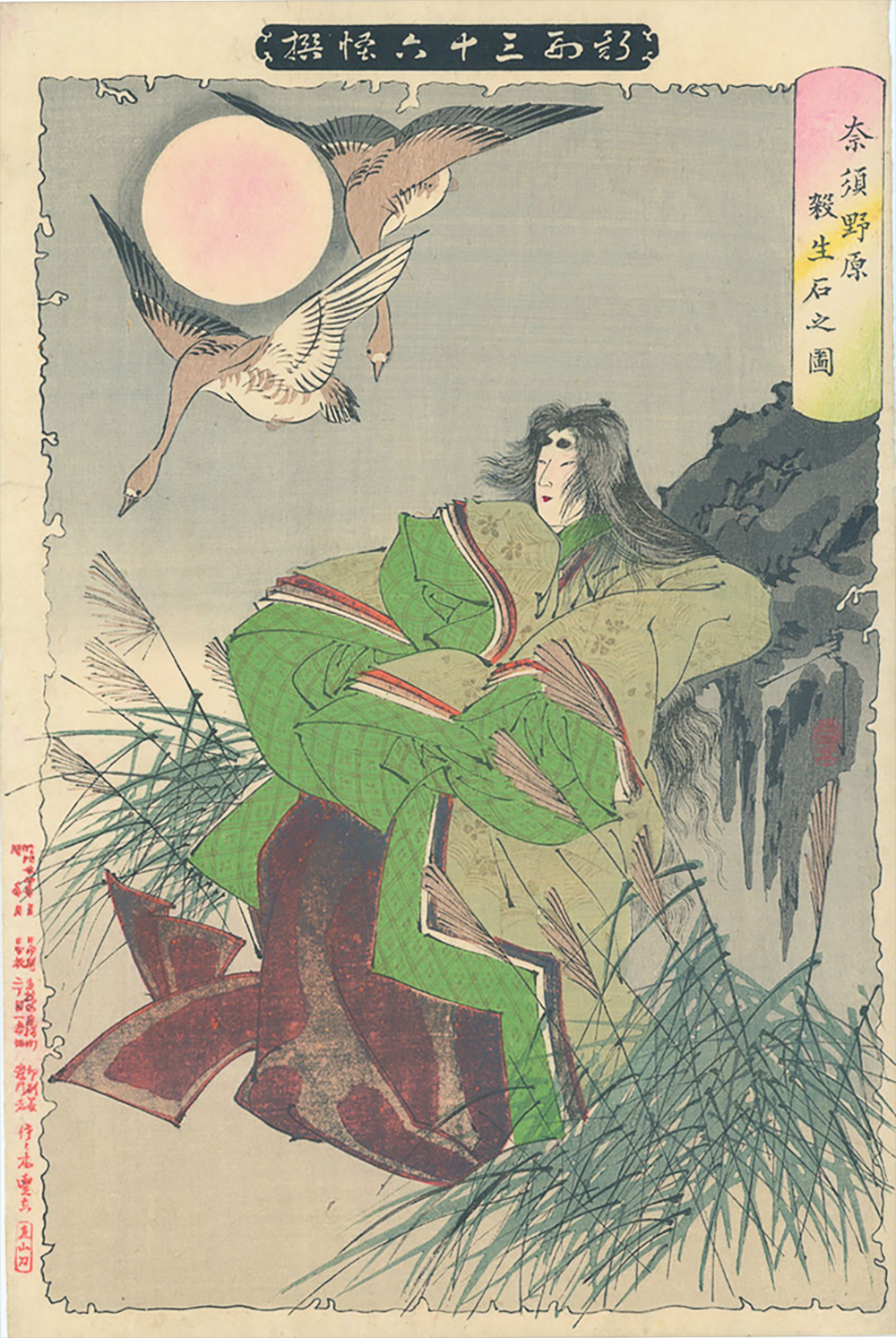
타마모노마에 그림. 쓰키오카 요시토시.

타마모노마에(일본어: 玉藻前)는 일본 헤이안 시대 말기, 도바 상황을 섬겼던 백면금모구미호(白面金毛九尾の狐)가 변신한 미녀이다. 1129년에서 1156년 사이에 활약했으며, 아름다운 여자로서 당시 일본에서 '천하 제일의 사람을 홀리는 미녀'로 살아있는동안 평생 지칭되었던 것같다. 지나친 아름다움에 '나다제일의 절세 미인라고 전한다. 게쇼노 마에(化生の前)라고도 한다. 거울을 비치지 진짜 모습인 구미호가 나타나고 이 여인은 살생석에 봉인되나 2022년 살생석이 깨진게된다. 그리고 다시 세상에 나타났다고 한다.          

## 전승의 개요
초명(初名)은 미즈쿠메(藻女)로, 슬하에 자식이 없던 어느 부부의 손에서 길러졌다. 아름다운 용모로 자라난 미즈쿠메는 18세 되던 해에 입궁하여, 곧 도바 상황을 섬기는 여관(女官)으로서 다마모노마에(玉藻前)라 불리게 된다. 그 아름다움과 지혜로움으로 도바 상황의 총애를 받고 곧 도바 상황을 가까이서 섬기는 몸이 되었지만, 얼마 지나지 않아 상황은 갑작스럽게 병을 얻게 되었고, 의관들조차 상황의 병이 무엇인지 알지 못하는 가운데 음양사 아베노 야스나리(安倍泰成) 가 병의 원인이 다마모노마에에게 있음을 밝혀냈고, 정체를 들킨 다마모노마에는 구미호의 본모습으로 돌아가 궁중을 빠져나가서 행방을 감추었다.
그 뒤 나스노(那須野, 지금의 일본 도치기현 나스군)에서 부녀자들이 잇따라 실종되는 사건이 일어나고, 당시 나스노의 영주였던 스도노곤노카미(須藤權守) 사다노부(貞信)의 호소를 받은 도바 상황은 곧 구미호 토벌군을 편성했다. 토벌군의 장군으로는 미우라노스케 요시아키(三浦介義明)·지바노스케 쓰네타네(千葉介常胤)·가즈사노스케 히로쓰네(上總介廣常)가 임명되고, 참모로서 음양사 아베노 야스나리가 임명되어 8만의 군세가 구미호 퇴치를 위해 나스노로 향했다. 나스노에서 구미호의 모습으로 변한 다마모노마에를 발견한 토벌군은 곧장 공격을 개시했으나 구미호의 요술로 거꾸로 많은 전력을 잃고 실패했지만, 요시아키와 쓰네타네를 필두로 하는 무사들이 개 꼬리를 여우처럼 보이게 만든 이네오우모노(犬追物)로 기마궁술을 익혀 다시 공격에 나섰고 토벌군은 차츰 구미호를 궁지로 몰아넣었다. 구미호는 최후의 수단으로 사다노부의 꿈에 소녀의 모습으로 나타나 용서를 구했으나, 구미호가 약해졌음을 간파한 사다노부는 오히려 더욱 구미호를 몰아붙였다. 그리고 요시아키가 쏜 두 발의 화살이 여우의 허리와 머리를 꿰뚫고, 히로쓰네의 칼이 여우를 벰으로서 구미호는 숨이 끊어졌다.
그러나 구미호는 그 직후 거대한 독석(毒石)으로 변해 가까이 다가오는 인간이며 동물의 목숨을 마구 빼앗았다. 마을 주민들은 그 독석을 '살생석(殺生石)'이라 부르며 멀리했고, 도바 상황이 죽은 뒤에도 이러한 일은 계속되었다. 진혼을 위해 찾아온 고승들마저 그 독기를 견디지 못하고 목숨을 잃었는데, 난보쿠초 시대에 아이즈 겐켄지(會津 元現寺)를 연 겐노(玄翁) 화상의 손에 살생석은 파괴되고 그 파편은 각지로 흩어졌다고 한다.

## 전승의 해석
다마모노마에의 실제 모델은 도바 상황의 총비(寵妃)였던 황후 비후쿠몬인(美福門院) 후지와라노 나리코(藤原得子)로 알려져 있다. 후지와라씨이기는 하지만 셋칸케(摂関家) 같은 명문 출신도 아닌 한미한 출신으로서 황후의 자리에까지 오르고, 자신의 아들이나 양자를 제위에 앉히고자 획책하며 중궁(中宮) 후지와라노 다마코마저 실각시키며 스토쿠 상황이나 셋칸케의 수장이었던 후지와라노 다다자네(藤原忠実)·후지와라노 요리나가(藤原頼長) 부자와 대립, 호겐의 난과 함께 힘을 얻게 된 무사들이 무가정권(武家政權)을 수립하게 되는 한 발단을 초래한 실제 역사가 시대를 내려오면서 다마모노마에 전설로서 전해지게 되었다는 것이다(다만 비후쿠몬인이 얼마나 황위 계승에 개입했는지에 대해서는 여러 설이 있다).
에도 시대에 들어 다마모노마에는 슈텐도지, 스토쿠 상황과 함께 '일본 3대 대요괴'로 꼽히며 가부키나 소설 등에 주된 악역을 맡아 등장하게 되었다. 여기에 고대 중국의 악녀 달기나 포사와 결부되어 요괴 다마모노마에는 이른바 '삼국전래(三國傳來) 백면금모구미호'로서 승화되는 등 배경의 스케일도 커졌다. 발단은 고대 중국 은나라의 최후의 왕 주왕의 비였던 달기에서 시작되는데, 수천년을 묵은 구미호가 달기라는 여자로 변신해서 왕의 첩이 되어 주왕을 미혹시키고 주지육림이며 포락(炮烙)과 같은 형벌을 만들어내는 등 폭정을 다하다 주나라의 무왕에게 잡혀 처형되었는데, 처형될 무렵에 요술로 처형 집행인을 홀리게 하여 번번히 달기의 처형이 실패로 끝나자 태공망이 조마경(照魔鏡)이라는 거울을 가져다 달기를 비추었고, 구미호의 정체를 들킨 달기는 달아나려 했으나 태공망이 던진 칼에 맞고 몸이 세 개로 나뉘어 흩어지게 된다. 하나는 천축(天竺)의 마가다국(耶竭陀國)의 왕자 반족태자(班足太子)의 비 화양부인(華陽夫人)이 되어, 왕자에게 매일 열 명씩 모두 천 명의 목을 베어 하늘에 바치게 하는 등 폭정을 하도록 부추기고, 하나는 주의 12대 유왕의 비 포사로 변신하여 유왕을 홀려 결국 나라가 망하게 하였으며, 나머지 하나는 753년, 와카모(若藻)라는 열여섯 살 난 소녀의 모습으로 변신해 기비노 마키비의 조치에 따라 아베노 나카마로, 간진(鑑真) 화상 등이 탄 제10회(9회라는 설도 있다) 견당사선(遣唐使船)을 타고 일본으로 왔다고 한다.
다마모노마에, 구미호를 단순히 나라와 왕조를 멸망시킨 악역이 아닌, 외로움을 싫어하고 애정을 갈구하다 운명에 농락당한 비극적인 여성으로 보려는 시각도 있다.